# Клан Хосокава
Клан Хосокава (јап. 細川氏) , истакнута јапанска аристократска породица из периода Муромачи и Азучи-Момојама. Током периода Сенгоку ова породица је након победе у Онинском рату (1467-1477) неко време (1477-1530) доминирала Кјотом и политиком шогуна из династије Ашикага.

## Историја

### Период Муромачи
Породица Хосокава била је бочни огранак клана Ашикага, и доживела је успон након успостављања шогуната Ашикага (1336). Шогуни из породице Ашикага настојали су да учврсте власт над провинцијама дајући положај војниих гувернера (шуго) својим рођацима и најоданијим вазалима. Тако је породица Хосокава добила управу над више провинција. Око 1400. када је моћ шогуната Ашикага била на врхунцу, чланови клана Хосокава били су гувернери 8 провинција (Тоса, Ава, Сануки, Бинго, Бичу, Аваџи, Тамба и Сецу).

### Период Сенгоку
Иако последњих четири или пет шогуна шогуна из династије Ашикага који су владали након Онинског рата (1467-1477) нису имали стварне власти, породица Хосокава, која је монополизовала положај шогуновог заменика (канреи), успевала је да одржи одређену стабилност у престоници и Пет домаћих провинција (Кинај) око ње, бар до 1530. године. Провинцијски гувернери и чиновници који су подржавали породицу Хосокава за време Онинског рата, наставили су да сарађују са њима и после рата. Тако је ова аристократска кућа формално управљала шогунатом, подржавана од провинцијских феудалних господара који су преко ње остваривали свој утицај на владу. До 1560. ситуација се закомпликовала: последњи шогунов заменик, Хосокава Уџицуна, протеран је од својих бивших вазала, клана Мијоши и Матсунага. 1565. ова група је убила шогуна Ашикага Јошитеру-а, и поставила малолетног Ашикага Јошихиде-а као своју марионету. 

## Истакнути чланови
- Хосокава Кацумото (1430-1473) био је један од покретача и главних учесника Онинског рата (1467-1477), чиме је почео период анархије познат као Сенгоку (1467-1600).[1]
- Хосокава Масамото (1466-1507), Кацумото-ов син, убијен је у атентату након што је читав живот провео у грађанском рату и дворским заверама.[1]
- Хосокава Сумимото (1496-1520) био је успешан војсковођа који је играо значајну улогу на шогуновом двору.[1]
- Хосокава Харумото (1519-1563) био је присталица шогуна Ашикага Јошихару-а и Јошитеру-а и један од првих војсковођа у Јапану који су схватили вредност новог ватреног оружја - аркебуза.[1] Потучен је и протеран од својих главних вазала из клана Мијоши, који су преузели контролу над Кјотом и шогуновим двором после 1549.[4]
- Хосокава Фуђитака (или Нагаока, 1534-1610) борио се за Ода Нобунагу у опсади манастира Осака (1570-1580), а затим за Тојотоми Хидејошија у освајању Кјушуа и против клана Хођо у опсади замка Одавара (1591). Био је истакнути научник и писац.[1]
- Хосокава Тадаоки (1564-1645) оженио је Грацију, кћер Акечи Мицухиде, чувену хришћанску верницу. Тадаоки се борио у опсади замка Одавара за Хидејошија. Пред битку код Секигахаре (1600), Ишида Мицунари покушао је да зароби Грацију и искористи је као таоца, али је она пристала да је убију мужеви вазали радије него да се преда. Тадаоки се борио за Токугаву код Секигахаре (1600) и Осаке (1615). За заслуге код Секигахаре добио је од шогуната Токугава посед Кокура (провинција Бизен, са приходом од 370.000 кокуа).[1]
- Хосокава Тадатоши (1586-1641) , Тадаокијев син, протерао је хришћане са својих поседа и учествовао је у гушењу устанка Шимабара. 1632. добио је посед кумамото (у провинцији Хиго, са приходом од 540.000 кокуа).[1]